# Whispered
I Whispered sono gli unici individui nell'universo di Full Metal Panic! che possiedono la Black Technology, tecnologia che supera il livello tecnologico che già esiste nel mondo. 

## Abilità dei Whispered
I Whispered sono giovani persone (con un'età compresa tra i 16 e 17 anni nel corso della serie) che possiedono innate ed avanzate capacità matematiche, scientifiche, ingegneristiche e fisiche, capaci di produrre macchine e dispositivi al di là della portata della comprensione umana. Questa tecnologia è chiamata Black Technology. La sua comparsa nella metà del 1980 ha permesso la creazione del reattore al palladio, il sistema di “invisibilità” ECS e cosa più importante, i robot Arm Slave. I dispositivi da loro creati hanno portato ad una alterazione del mondo temporale e la continuazione della Guerra Fredda. A causa delle capacità militari dei Whispered, sono ricercati da qualsiasi forza nazionale e multinazionale consapevole della loro esistenza. Due organizzazioni illegali non statali sembrano aver scoperto e acquisito più Whispered: la Western-leaning Mithril e la Communist-allied Amalgam. 
Oltre a possedere una grande quantità di incredibili conoscenze, i Whispered sono anche in grado di entrare in “risonanza” telepatica con altri Whispered. Essi possono comunicare attraverso grandi distanze l'uno con l'altro; un Whispered ucciso può entrare in “risonanza” con un altro Whispered per breve tempo dopo la morte. Tuttavia, il pericolo consiste proprio in questa risonanza -- se due o più Whispered rimangono troppo a lungo o troppo profondamente a contatto, le personalità individuali si fonderanno e diventeranno inseparabili. (Tessa Testarossa utilizza la metafora di aggiungere il latte ad una tazza di tè). 
Il motivo per cui sono chiamati Whispered - o, “coloro che ascoltano i whisper (sussurri)” - è che nella loro conoscenza è stato trasferito il modo di sentire i sussurri da qualche lontano posto con innumerevoli voci non identificate. Talvolta i sussurri possono superare un Whispered e portarlo ad un esaurimento. Kaname Chidori ne sperimentò uno mentre era in fuga  da Gauron in Corea del Nord, ma acquisito il controllo dei suoi poteri da Whispered aiutò in tempo Sōsuke Sagara al primo utilizzo del Lambda Driver. Il Whispered Bunny Murauta, potrebbe essere stato spinto dalla follia o dalla depressione, provocata dai sussurri, a compiere il suicidio.
Tessa Testarossa ritiene che i Whispered siano “terminali” per il futuro, grazie alla ricezione della Black Technology da una fonte sconosciuta per mezzo della quale si desidera modificare la storia del mondo da ciò che è nel nostro mondo attuale, in un mondo dove è presente ancora la Guerra Fredda e le guerre tra le superpotenze sono ancora in corso. 

## Origine del Whispered
I Whispered sono stati tutti creati il giorno 24 dicembre del 1981 alle ore 11:50 rispetto al meridiano fondamentale di Greenwich. (Nell'anime, l'anno è il 1984, non il 1981).
Prima di tale data, gli scienziati sovietici istituirono una città segreta - identificata come "Yamsk 11" - con lo scopo di sviluppare avanzate tecnologie per la Guerra Fredda. Portando insieme scienziati provenienti da oriente e da tutto il mondo, il loro lavoro creò l'”Omni-sfera”.  L'Omni-sfera dovrebbe essere stato un dispositivo tecnologico-mentale in grado di tagliare attraverso lo spazio e il tempo e vedere nel futuro. Questo dispositivo sarebbe anche in grado di controllare le menti altrui. I sistemi che utilizzano l'Omni-sfera sono stati designati come TAROS: "Transfer and Response Omni Sphere"(Trasferimento e risposta Omni-sfera).
TAROS fu creato dal professor V. collegando insieme migliaia di  cervelli di delfino. Il 24 dicembre del 1984 riuscirono a mantenere il TAROS operativo per 3 minuti continui; sfortunatamente ci fu un incidente e la macchina andò fuori controllo. Ondate di particelle provenienti dal TAROS penetrarono la struttura. Due furono particolarmente potenti:
particelle Iota/onda Iota:  Queste onde sono ancora emesse per una breve distanza dalla struttura a Yamsk 11, e causarono l'inquinamento mentale degli occupanti di Yamsk 11, portandole ad uccidersi a vicenda e distruggendo il complesso.
particelle Tau/onda Tau:  Quest'onda fu emessa solo durante i 3 minuti dell'evento nel 1981, ma ad una distanza tale da coinvolgere tutto il mondo. L'onda Tau non ha avuto alcun effetto sulle persone normali, ma solo sui bambini nati in quei 3 minuti (il 24 dicembre 1981 (1984 nell'anime) dalle ore 11:50 alle 11:53 GMT) e ha portato alla creazione dei Whispered.

## Individui Whispered conosciuti
Kaname Chidori - Ha sviluppato il "Fairy's Feather", dispositivo che inibisce lo scudo del Lambda Driver.
Teletha Testarossa - Progettista del sottomarino TDD-1 Tuatha De Danaan ed al suo programma AI (intelligenza artificiale) di nome DANA.
Leonard Testarossa - Ha sviluppato il Lambda Driver per l'organizzazione Amalgam e costruito l'Arm Slave “Alastor”. Ha supervisionato lo sviluppo all'equipaggiamento del Lambda Driver per gli Arm Slave dell'Amalgam, quali: Codarl, Behemoth, e il suo personale Arm Slave, Belial.
Bunny Murauta - Un pacifista che ha sviluppato il Lambda Driver per la Mithril e la serie ARX di Arm Slave, in particolare l'ARX-6 Halberd e l'ARX-7 Arbalest. Sembra che la sua più grande creazione sia stata AL, il programma di Intelligenza Artificiale per l'Arbalest e l'ARX-8 Laevatein. Apparentemente ha commesso il suicidio.
Sarah Miller - La Whispered salvata dalla Mithril e dal sergente Sōsuke Sagara all'inizio della serie. Ha costruito ARX-8 Laevatein, con l'aiuto dell'AI, e la progettazione del Fairy's Feather con le specifiche fornite da Kaname Chidori.
Nami - Una ragazza Whispered proveniente dal sud-est dell'Asia che si innamorò di Sōsuke Sagara nel romanzo Burning One Man Force. Eccelleva nella programmazione del Sistema Operativo degli Arm Slave. Non ha mai sfruttato appieno le sue capacità da Whispered prima di essere uccisa dall'agente Kurama dell'Amalgam, ma è entrata in risonanza con Kaname Chidori dopo la morte.